# XXI級潛艇
XXI級潛艇（德語：Klasse XXI、或稱Typ XXI）是納粹德國海軍在第二次世界大戰後期使用的一級潛艇，也是世上第一種完全為水下作戰設計、而非以往為攻擊和躲避水面艦攻擊才下潛的潛艇，是現代潛艇的先驅。

## 性能概述
二次大戰中，於1939年開始的大西洋海戰，德國使用的主力潛艇—VII級潛艇在戰場上已逐漸顯得過時，因此海軍潛艇總司令卡爾·鄧尼茲將VIIC型和IX級潛艇的建造計畫變更，全力將資源投入於高速新式潛艇的建造。XXI級潛艇改進了德軍舊有的電池容量，約有VIIC型的3倍，大大增加了它的水下航程，並縮短所需要浮出水面的時間。XXI級能用了不到5小時的通氣管充電，就能擁有水下以5節速度連續潛航2到3天而不用重新充電的能力。XXI級也比VIIC型還要安靜，使其在潛航時較不易被發現。XXI級的艦體也設計的簡單化、流線型，提高潛航速度和減少潛航阻力使它較難被加以追蹤後摧毀。
XXI級的艦內空間與設備也比以往來的更大更好，大型的艦體搭載了多組蓄電池後仍有空間，同時艦上的冷凍設備和其他艦上沒有的淋浴間。另外XXI級也有特別的液壓魚雷自動裝填系統，能讓裝配魚雷時間變得很短（能在20分鐘裡發射18枚魚雷），魚雷射速也更快。XXI級同時還有更先進的聲納系統，可用來瞄準發射魚雷，而不需藉由潛望鏡瞄準，增加其隱蔽性。XXI級潛艇內共存有23枚魚雷，或17枚魚雷和12枚水雷，艇首有6座魚雷發射管；以往潛艇配置的甲板砲和高射砲也在重視流線造型下被簡化，只設計2座雙連裝20公厘高射砲塔。

## 生產
XXI級的生產採用了與以往不同的方法，以模組化生產，將整艘潛艇分為8個部份生產，於32家造船廠的零件所製造，再集中到11間造船廠裡進行組裝，生產速度大幅提昇，每6個月就能下水一艘，也減少了盟軍轟炸的效果。然而此作法卻使得多數零件有著整合或品質不一的問題，事後還需要另做調整。1943年到1945年之間，德國在漢堡的布洛姆·福斯造船廠、不來梅的威瑟公司造船廠和但澤的希肖造船廠共組裝了118艘XXI級潛艇，1944年5月，第一艘XXI級潛艇下水。但因為品質問題，僅有4艘通過試驗能夠在戰爭結束前接戰，又由於德軍有經驗的潛艇水手已極為缺乏，導致出戰的XXI級非常少。由於盟軍壓倒性的海空兵力壓迫，其量產時間過晚，XXI級潛艇對戰況沒有影響。
艦編號與建造船廠：
- U2501-2531（第一批次，建造廠布洛姆·福斯漢堡船廠）
- U2533- U2536（第二批次，建造廠布洛姆·福斯漢堡船廠）
- U2538-U2546（第三批次，建造廠布洛姆·福斯漢堡船廠）
- U2548（第四批次，建造廠布洛姆福斯漢堡船廠）
- U2551-U2552（第五批次，建造廠布洛姆·福斯漢堡船廠）
- U3001-U3035（第六批次，建造廠威瑟不來梅船廠）
- U3037-U2041（第七批次，建造廠威瑟不來梅船廠）
- U3044（第八批次，建造廠威瑟不來梅船廠）
- U3501-U3530（第九批次，建造廠希肖但澤船廠）

## 服役與戰後
只有U-2511和U-3008這2艘是進行過戰鬥巡弋的XXI級潛艇，且它們都没有进行任何战斗。由艾伯特·施尼（Adalbert Schnee）上校所指揮的U-2511在4月17-18日夜间用声纳定位了一艘潜艇，但怕對方是己方的德国潜艇，所以放棄開火，但實際上那是英國的TAPIR号。然后在5月4日3点钟收到了停战命令，之后它发现了諾福克號重巡洋艦并对它进行了开火演练，但也沒有真的開火，之後就返回德國港口。
大部分的XXI級潛艇都直接報廢或鑿沉處理，但有8艘被盟國瓜分研究，美國得到了U-2513和U-3008，並服役於美國海軍；U-3017則交給了英國皇家海軍，並改名為「HMS N41」；U-2518給了法國海軍，改名為「羅蘭德·末里羅特號」（Roland Morillot），参与了苏伊士运河战争並持續服役到1967年。

### 蘇聯海軍
因為波茨坦协定，蘇聯得到了4艘XXI級潛艇，U-3515、U-2529、U-3035和U-3041，並服役於蘇聯海軍，分別改為B-27、B-28、B-29和B-30（後改稱為B-100）。然而西方盟國認為蘇聯已獲得更多的XXI潛艇，美國聯合情報委員會估計1948年1月時蘇聯擁有15艘XXI級潛艇，並能在2個月裡建造6艘，一年半裡建造39艘，並使用但澤的潛艇製造廠，進行與德國相同作法的分段建造。U-3538到U-3557裡的XXI級潛艇（分別為蘇聯編號TS-5、TS-19、TS-32和TS-38）由於沒有完成而報廢，並在1947年於但澤港裡鑿沉。這4艘獲得的XXI級潛艇被派往波茨坦進行試驗，直到1955年鑿沉或用於1958年至1973年之間的核武試驗。蘇聯也以XXI級潛艇為基礎，研製了W级潜艇。

### 西德
原本在戰後被鑿沉的U-2540号，又在1957年被打撈上岸，作為西德海軍的威廉·鮑姆號調查船，後來成為了德國不來梅港海事博物館。1985年，有人於德國漢堡發現了部份報廢的「易北河II」潛艇洞庫裡的U-2505、U-3004和U-3506，後將它填補。

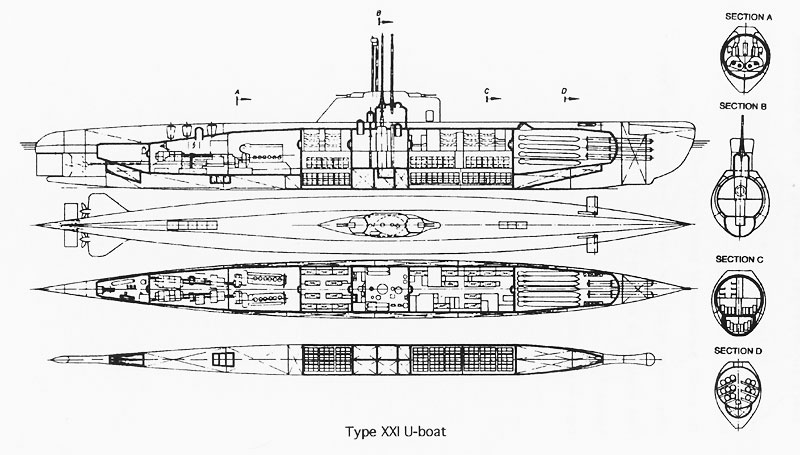
XXI級潛艇示圖
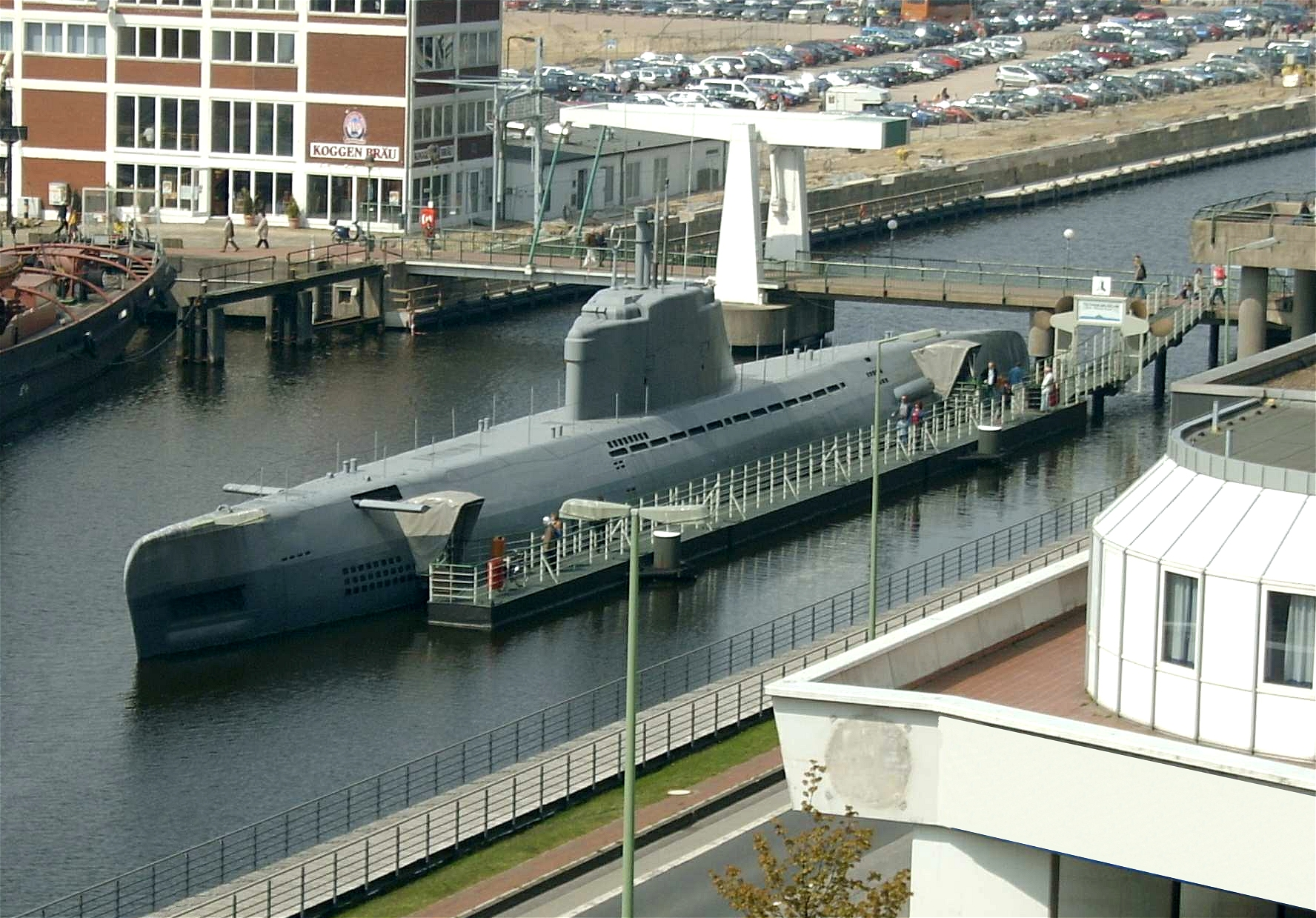
被作為博物館的U-2540

## 同型艦列表
| - U-2501 - U-2502 - U-2503 - U-2504 - U-2505 - U-2506 - U-2507 - U-2508 - U-2509 - U-2510 - U-2511 - U-2512 - U-2513 - U-2514 - U-2515 - U-2516 - U-2517 - U-2518 - U-2519 - U-2520 | - U-2521 - U-2522 - U-2523 - U-2524 - U-2525 - U-2526 - U-2527 - U-2528 - U-2529 - U-2530 - U-2531 - U-2533 - U-2534 - U-2535 - U-2536 - U-2538 - U-2539 - U-2540 - U-2541 - U-2542 | - U-2543 - U-2544 - U-2545 - U-2546 - U-2548 - U-2551 - U-2552 - U-3001 - U-3002 - U-3003 - U-3004 - U-3005 - U-3006 - U-3007 - U-3008 - U-3009 - U-3010 - U-3011 - U-3012 - U-3013 | - U-3014 - U-3015 - U-3016 - U-3017 - U-3018 - U-3019 - U-3020 - U-3021 - U-3022 - U-3023 - U-3024 - U-3025 - U-3026 - U-3027 - U-3028 - U-3029 - U-3030 - U-3031 - U-3032 - U-3033 | - U-3034 - U-3035 - U-3037 - U-3038 - U-3039 - U-3040 - U-3041 - U-3044 - U-3501 - U-3502 - U-3503 - U-3504 - U-3505 - U-3506 - U-3507 - U-3508 - U-3509 - U-3510 - U-3511 - U-3512 | - U-3513 - U-3514 - U-3515 - U-3516 - U-3517 - U-3518 - U-3519 - U-3520 - U-3521 - U-3522 - U-3523 - U-3524 - U-3525 - U-3526 - U-3527 - U-3528 - U-3529 - U-3530 |

## 資料來源
1. ↑  Tooze, Adam. . London, UK: Penguin Books. 2006: 616–618. ISBN 978-0-141-00348-1.
2. ↑  http://uboat.net/allies/warships/ship/3531.html （页面存档备份，存于） Internetquelle zur HMS Tapir (P 335), Abgerufen am 22. Mai 2011
3. ↑  Van der Vat, Dan (1994). Stealth at Sea. London: Orion. p. 353. ISBN 1-85797-864-1.
4. ↑  Polmar, Norman; Kenneth J. Moore. . Brassey's. 2004: 23–24. ISBN 1574885944.